# Polisemia regularna
Polisemia regularna (systematyczna) – rodzaj polisemii charakteryzujący się powtarzalnością przesunięć semantycznych.
Polisemia regularna ma miejsce, gdy przesunięcie semantyczne zachodzące w obrębie jednego słowa występuje w co najmniej jednym innym słowie, które nie jest jego synonimem. Ten typ polisemii jest charakterystyczny dla metonimicznych przeniesień znaczenia, w przeciwieństwie do polisemii nieregularnej, która charakteryzuje się metaforycznymi przeniesieniami znaczenia. W obrębie polisemii regularnej wyróżnia się zjawisko produktywności, które zachodzi gdy każde słowo o znaczeniu „A” można użyć również w znaczeniu „B”, np. „naczynie” – „ilość substancji wchodząca do naczynia” (łyżka, kubek, garnek, wiadro, beczka), np. umyć szklankę – wypić szklankę mleka. Produktywność polisemii regularnej istnieje gdy obejmuje wszystkie jednostki o danym zestawie cech. Termin „polisemia regularna produktywna” stosowany przez Jurija Apresjana odpowiada wariancji znaczeń (tekstowej) używanej przez Renatę Grzegorczykową, a także polisemii kategorialnej (uniwersalnej).
Przykłady polisemii regularnej:
- „roślina” – „kwiat rośliny”: tulipan, goździk, aster, chryzantema, rumianek[2], np. Tulipany rosną dobrze na glebie żyznej [...] – Każda pani, która 8 marca kupi bilet [...], otrzyma tulipana w prezencie[3].
- „drzewo” – „drewno tego drzewa”: sosna, brzoza, jodła, jodła[2], np. Wysoka, rozłożysta sosna świeciła z daleka żółtą korą jak gromnica – Schronisko miało być zbudowane z sosny pierwszej klasy, a zostało zbudowane z drewna bezklasowego[3].
- „zwierzę” – „mięso ze zwierzęcia”: indyk, kaczka, królik, kura[2], np. [...] nieoczekiwanie drogę przebiegł im dziki indyk – [...] W pierwszy dzień świąt przyrządzają pieczonego indyka.
- „roślina” – „produkt spożywczy z tej rośliny”: kawa, herbata, chrzan, kakao[2], np. [...] puszcza jest wilgotna i świetnie nadaje się do uprawy przedniej kawy [...] – Wstał, żeby zalać sobie kawę, jednak puszka była pusta[3].
- „organizacja” – „gmach zajmowany przez tę organizację”: szkoła, teatr, instytut, ambasada[2], np. Gdy miała pięć lat, dziadkowie wysłali ją do szkoły muzycznej [...] – Dźwięki poloneza dochodzą z sal szkół ponadgimnazjalnych[3].
- „głos” – „śpiewak z takim głosem”: alt, bas, baryton, tenor, sopran[2], np. [...] każda ma inną barwę głosu: Ania śpiewa altem, Ewelina sopranem. – Siadają zgodnie z tradycją: soprany w niebieskich strojach, mężczyźni w ciemnych garniturach, alty ubrane na czerwono[3].

Wśród semantyków i leksykografów trwają spory odnośnie do polisemii regularnej. Niektórzy są za tym aby nie odnotowywać tego zjawiska w opisach haseł słownikowych, a raczej przedstawiać zbiorczo w postulowanej części ogólnej słownika. Z kolei Renata Grzegorczykowa postuluje żeby nie zapisywać wyłącznie przykładów polisemii kategorialnej. Nie ma ustalonych wytycznych co do zapisu polisemii regularnej, każdy słownik wybiera swój sposób, nawet w obrębie jednego słownika można dostrzec brak spójności.